# El futuro no existe
El futuro no existe es el tercer extended play del cantautor mexicano Jósean Log. Se lanzó el 23 de abril de 2019 en formato digital en México. Todas las canciones fueron escritas por Log. Fue producido por Mateo Lewis, y se distribuyo de forma independiente. El miniálbum fusiona elementos de indie pop y folk pop. Contiene 4 canciones originales, del cual destacaron sencillos como; «Alguien como tú» y «Canción sin nombre».

## Antecedentes
El futuro no existe, presentó una etapa introspectiva en la trayectoria del artista, con letras y melodías melancólicas que reflejaron un cambio en su estilo. El EP, combinó letras reflexivas y una instrumentación que exploró emociones variadas. La primera canción, «Canción sin nombre», comenzó con una melodía alegre en contraste con una letra sobre la búsqueda de propósito y sentido. La segunda canción, «Un día más», utilizó una instrumentación suave y reflexionó sobre la importancia de dejar atrás el pasado para alcanzar tranquilidad personal.

## Recepción
En el sitio web Rate Your Music recibió una puntuación de 3.09 sobre 5 estrellas.

## Lista de canciones
| N.º   | Título               | Escritor(es) | Duración |  |
| 1.    | «Canción sin nombre» | Jósean Log   | 3:40     |  |
| 2.    | «Un día más»         | Jósean Log   | 4:07     |  |
| 3.    | «Alguien como tú»    | Jósean Log   | 3:45     |  |
| 4.    | «Sábanas tibias»     | Jósean Log   | 3:32     |  |
| 15:04 |                      |              |          |  |

## Historial de lanzamiento
| País   | Fecha               | Formato(s)       | Sello                | Ref.  |
| ------ | ------------------- | ---------------- | -------------------- | ----- |
| México | 23 de abril de 2019 | Descarga digital | Música independiente | [ 8 ] |